# Bred frölöpare
Bred frölöpare (Harpalus fuliginosus) är en skalbaggsart som beskrevs av Caspar Erasmus Duftschmid. I den svenska databasen Dyntaxa används istället namnet Harpalus solitaris. Bred frölöpare ingår i släktet Harpalus och familjen jordlöpare. Arten är reproducerande i Sverige. Inga underarter finns listade i Catalogue of Life.